# Lago (azienda)
Lago (s.n.c. e poi s.r.l.) è stata un'azienda italiana distributrice nazionale e successivamente editrice internazionale di videogiochi, fondata nel 1984 a Como. A metà anni '90 si specializzò in espansioni per Microsoft Flight Simulator, nel 2001 fu acquisita dalla Leader, pubblicò giochi di vario genere con l'etichetta Black Bean Games dal 2005, e rimase attiva fino almeno al 2010.

## Storia
Lago venne fondata a Como verso la fine del 1984 da Ugo Grandolini (n. 1961), che già lavorava nei prodotti informatici professionali, e da Laura Maestri (n. 1959), ex booker nel campo della moda. Secondo la Maestri, da appassionati di videogiochi, avevano constatato la scarsità e poca qualità dei prodotti internazionali che arrivavano ufficialmente sul mercato italiano, perciò vollero proporsi come distributori di titoli di qualità selezionata e corredati di manuali in italiano.
Lago nacque come società in nome collettivo.
Presto l'azienda aprì uffici a Milano per rispondere meglio alle esigenze dei clienti, ma mantenne la sede legale a Como. La presenza a Milano è nota almeno fino al 1987.
Dal 1985 Lago importava in Italia videogiochi, ma anche una buona parte di software applicativi, per tutti i computer Commodore nonché per ZX Spectrum, MSX, Atari 8-bit e Amstrad CPC. Nel 1987 aveva oltre 250 titoli in catalogo, compreso software per i più nuovi Amiga e Atari ST.
La Maestri sosteneva che Lago era stata la prima a tradurre i manuali in italiano, tra cui quelli di Vizastar, Vizawrite e 3D Graphics Drawing Board (applicativi per Commodore 64).
L'azienda si occupò inizialmente anche di importazione di hardware.

La cofondatrice Laura Maestri allo stand Commodore della fiera SIM Hi-Fi IVES nel 1987

Lago divenne un noto importatore di videogiochi in Italia, leader del settore intorno al 1986. All'epoca usava includere questionari di gradimento nelle confezioni, e secondo la Maestri ne ritornavano molti, da cui risultava che i clienti apprezzavano soprattutto la qualità generale, la grafica e i manuali dei giochi; si notava anche la quasi assenza di pubblico femminile.
A quei tempi l'azienda sperimentava anche la produzione di videogiochi originali italiani, ad esempio con 2030 Radio Killers (1986), avventura per Atari 8-bit scritta da due giovani monzesi, o Guerrilla in Bolivia (1990) e Canton (1991), strategici per Amiga.
Anche per il problema della pirateria informatica, che in Italia era molto forte e rendeva poco redditizia la distribuzione nei negozi, Lago costituì la divisione Soft Mail, servizio di vendita per corrispondenza che in pochi mesi arrivò ad avere una mailing list di quasi 10.000 clienti.
Negli anni '80 Lago divenne di importanza primaria nella vendita per corrispondenza di software, con un catalogo molto vasto e buone possibilità di raggiungere la clientela più lontana dalle grandi città. Nel 1989 ci fu una grande crescita del settore, e sebbene il mercato italiano dei videogiochi fosse dominato dalla Leader seguita dalla CTO, Lago con il suo catalogo Soft Mail vendeva decine di migliaia di copie e serviva 50.000 clienti in Italia e non solo.
Dopo gli anni passati come distributore di software, Lago si concentrò sull'attività di editore, iniziando nel 1993 con la pubblicazione di Scenery Italy, un'espansione per Microsoft Flight Simulator 4 e 5. In seguito al successo ottenuto, Lago assemblò diverse squadre di sviluppatori internazionali, specializzandosi in accessori per Microsoft Flight Simulator, come scenari e programmi di utilità. Secondo Grandolini l'azienda ricevette molti riconoscimenti internazionali per la qualità di questi prodotti, consolidandosi anche sul mercato americano e giapponese. Entro il 2001 aveva prodotto più di 50 titoli con almeno 10.000 clienti stabili. Uno dei prodotti di maggior successo fu l'editor di scenari Flight Simulator Enhancer.
Nel 2001 Lago fu acquisita dalla Leader (che tra l'altro era il distributore di Flight Simulator) e divenne il suo ramo editoriale.
Fino al 2001 Lago era ancora una s.n.c., sempre con sede a Como, ma dopo l'acquisizione divenne una società a responsabilità limitata. Almeno dal 2003 la sede della Lago era passata a Gazzada Schianno, quartier generale del Gruppo Leader.
Dopo alcuni successi pubblicati con l'etichetta Lago, nel 2004 il Gruppo Leader fondò l'etichetta Black Bean Games, che divenne il marchio di pubblicazione internazionale di videogiochi del gruppo e rappresentava il ramo editoriale della Lago s.r.l.
Black Bean Games, sempre come etichetta della Lago, divenne un editore europeo di punta, con soci distributori anche in altri territori PAL come Australia e Sudafrica. Lavorò su un'ampia gamma di generi di giochi (non più legati a Flight Simulator), puntando soprattutto su temi di nicchia poco sfruttati dal mercato, e impegnandosi ancora a fondo nella localizzazione dei prodotti.
Non si hanno informazioni esplicite sulla sorte finale della Lago. Intorno al 2010 i giochi Black Bean Games passarono da essere accreditati come © Lago s.r.l. a © Leader s.p.a., senza più alcun riferimento alla Lago, quindi sembra che la società fu assorbita completamente. La Leader chiuse poi nel 2012.